# Етеокъл
Вижте пояснителната страница за други значения на Етеокъл.
Етеокъл (на старогръцки: Ἐτεοκλῆς, Eteokles) в древногръцката митология е цар на Тива през 13 век пр.н.е., син на цар Едип и Йокаста. Брат е на Полиник, Антигона и Исмена и баща на Лаодамант. Според Аполодор майка им е Евриганея. Етеокъл също е жертва на клетвата на Лабдакидите.

## Легенда
Баща му Едип оставил царството на двамата си сина, които се разбрали да се редуват на трона през година. Като по-голям пръв управлявал Етеокъл, но след една година изгонил Полиник от Тива. Полиник организира заедно с тъста си цар Адраст от Аргос поход срещу Тива, за да си върне престола. Заедно с други техни поддръжници нападнали Тива („Седемте срещу Тива“). Етеокъл е победител на шест от седемте градски врати на Тива, на седмата двамата братя се убиват един друг в двубой.